# Endocarpon crassisporum
Endocarpon crassisporum är en lavart som beskrevs av P. M. McCarthy & Filson. Endocarpon crassisporum ingår i släktet Endocarpon och familjen Verrucariaceae.   Inga underarter finns listade i Catalogue of Life.